# Euchlaena vinulentaria
Euchlaena vinulentaria là một loài bướm đêm trong họ Geometridae.